# Santa Cruz de Nogueras
Santa Cruz de Nogueras – gmina w Hiszpanii, w prowincji Teruel, w Aragonii, o powierzchni 15,18 km². W 2011 roku gmina liczyła 39 mieszkańców.